# Anaulacodithella
Anaulacodithella es un género de arácnido del orden Pseudoscorpionida de la familia Tridenchthoniidae.

## Especies
- Anaulacodithella angustimana
- Anaulacodithella australica
- Anaulacodithella deserticola
- Anaulacodithella mordax
- Anaulacodithella novacaledonica
- Anaulacodithella plurisetosa
- Anaulacodithella reticulata